# Liste der Nummer-eins-Hits in Frankreich (1987)
Diese Liste enthält alle Nummer-eins-Hits in Frankreich im Jahr 1987. Es gab in diesem Jahr zehn Nummer-eins-Singles und acht Nummer-eins-Alben.
| Singles | Alben |
| --- | --- |
| - Europe – The Final Countdown - 9 Wochen (8. November 1986 – 10. Januar 1987) - Elsa – T'en va pas - 8 Wochen (11. Januar – 28. Februar) - Francis Lalanne – On se retrouvera - 6 Wochen (1. März – 11. April) - Licence IV – Viens boire un p'tit coup à la maison - 8 Wochen (12. April – 6. Juni) - Madonna – La Isla Bonita - 1 Woche (7. Juni – 13. Juni, insgesamt 7 Wochen) - U2 – With or Without You - 1 Woche (14. Juni – 20. Juni) - Madonna – La Isla Bonita - 6 Wochen (21. Juni – 1. August, insgesamt 7 Wochen) - Vanessa Paradis – Joe le taxi - 11 Wochen (2. August – 17. Oktober) - Los Lobos – La Bamba - 9 Wochen (18. Oktober – 19. Dezember) - Jean-Jacques Goldman & Strima – Là-bas - 1 Woche (20. Dezember – 26. Dezember, insgesamt 3 Wochen; → 1988) - Guesch Patti – Étienne - 6 Wochen (27. Dezember 1987 – 6. Februar 1988) | - Coluche – Mimi 86 - 8 Wochen (6. Dezember 1986 – 31. Januar 1987) - Michel Sardou – Musulmanes - 4 Wochen (1. Februar – 28. Februar) - Paul Simon – Graceland - 4 Wochen (1. März – 28. März) - U2 – The Joshua Tree - 20 Wochen (29. März – 15. August) - Madonna – True Blue - 4 Wochen (16. August – 12. September) - Michael Jackson – Bad - 6 Wochen (13. September – 24. Oktober) - Los Lobos – La Bamba - 2 Wochen (25. Oktober – 7. November) - Jean-Jacques Goldman – Entre gris clair et gris foncé - 18 Wochen (8. November 1987 – 12. März 1988) |